# 弱斑蛛
弱斑蛛（学名：Ischnothyreus narutomii）为卵形蛛科弱斑蛛属的动物。分布于台湾岛等地。